# 冯志强 (1962年)
冯志强（1962年3月—），男，汉族，山西稷山人，中华人民共和国政治人物，现任宁夏回族自治区政协副主席，宁夏回族自治区人力资源和社会保障厅厅长、党组书记，中共宁夏回族自治区党委组织部副部长。